# Слънчев календар
Слънчевият календар е свързан с движението на земята около слънцето и за неговата основа се взема тропическата година. Тропическата година се определя като време за пълната смяна на годишните сезони или, по-точно, като време изминало между две последователни равноденствия.

## Продължителност на календарна година
Продължителността на тропическата година е около 365.24220 денонощия. Това означава, че броят на денонощията в една календарна година може да бъде 365 или 366 дни. Близки стойности на средната продължителност на календарната и тропическата години се постигат чрез периодично включване на високосни години с 366 дни. Точността на приближението зависи от броя на годините в един периодичен цикъл. Тяхното определяне става математически, чрез представянето на десетичната част на числото дни в тропическата година като верижна дроб:
{\displaystyle 0.2422={\frac {2422}{10000}}={\frac {1}{4+{\frac {1}{7+{\frac {1}{1+{\frac {1}{3+{\frac {1}{4+{\frac {5}{8}}}}}}}}}}}}}
Прекъсването на тази дроб на различни нива дава правилата, чрез които се дефинира един календарен цикъл:
{\displaystyle {\frac {1}{4}};{\frac {7}{29}};{\frac {8}{33}};{\frac {31}{128}};...},

Знаменателят на получените дроби означава броя на годините в един цикъл, числителят показва броя на високосните години в него. За представените календарни цикли средната продължителност на една година е равна на:
{\displaystyle 365.25000;\,365.24138;\,365.24242;\,365.24219;...}.

## Точност на слънчевия календар
Точността на слънчевия календар определя до каква степен датите на равноденствия се запазват постоянни. Обикновено се следи пролетното равноденствие. Правилата, по които се конструират слънчевите календари и които определят тяхната точност, се основават върху избраната част на верижната дроб.
Юлианския календар използва първото правило (първата дроб). При 4-годишния цикъл продължителността на една година е по-дълга от тропическата с 0.00780 денонощия. За 128 години се натрупва грешка от 1 ден, в резултат на което датата на пролетното равноденствие се отмества с един ден по-рано.
Второто правило (втората дроб), което задава 29-годишен цикъл със 7 високосни години, никога не е предлагано и не е използвано.
Третото правило с 33-годишен цикъл е използвано от персийските астрономи и Омар Хаям за ирански календар. Добавянето на 8-те дни става по следната схема: 7 пъти на всеки 4 години се добавя по 1 ден (т.е. на всеки 4 години има 1 високосна година), а последният 8-и ден се добавя след 5 години. Грешка от 1 ден се натрупва за около 4500 години.
Четвъртото правило със 128-годишен цикъл се предлага от немския астроном Йохан Хайнрих фон Медлер през 1864 г., но то не се прилага на практика. При такъв цикъл грешка от 1 ден се натрупва за 100 000 години.
Правилата могат допълнително да се адаптират, както е направено с грегорианския календар. Използва се същият 4-годишен цикъл, както при юлианския, но се добавя още едно правило: годините, кратни на 100 са високосни само, ако са кратни и на 400. При тази схема на всеки четири века се пропускат три високосни години (например, годините 1300, 1400 и 1500). На практика пълният цикъл на грегорианския календар става 400 години. Средната продължителност на грегорианската годината се пресмята, като се вземат 97 високосни години и 303 редовни години:
{\displaystyle {\frac {97\cdot 366+303\cdot 365}{400}}={\frac {146097}{400}}=365.2425}дни

Грешка от 1 ден се натрупва за 3300 години.

## Слънчеви календари
- Юлиански календар
- Грегориански календар
- Ирански календар
- Индийски национален календар
- Бенгалски календар

## Лунно-слънчеви календари
При тези календари месецът следва лунния цикъл, а годината се синхронизира със слънчевата чрез добавяне на тринадесетия месец. Това се прави всеки 2 – 3 години, с което се избягва разминаването на календарните месеци с климатичните сезони. Лунно-слънчеви са повечето древни календари – на шумерите, персите, славяните. Съвременните лунно-слънчеви календари са еврейският, китайският, виетнамският и индийският, като те основно се използват за отбелязване на традиционни празници и религиозни дати.